# Ocell del paradís de Rothschild
L'ocell del paradís de Rothschild (Astrapia rothschildi) és un ocell de la família dels paradiseids (Paradiseidae).

## Hàbitat i distribució
Habita els boscos de les muntanyes del sud-est de Nova Guinea, a la Península de Huon.